# Lithocarpus haipinii
Lithocarpus haipinii Chun – gatunek roślin z rodziny bukowatych (Fagaceae Dumort.). Występuje naturalnie w Chinach – w prowincjach Guangdong, Kuejczou (na południu) oraz Hunan (w południowej części), a także w regionie autonomicznym Kuangsi. 

## Morfologia
PokrójZimozielone drzewo dorastające do 10–15 m wysokości.
LiścieBlaszka liściowa jest skórzasta, owłosiona od spodu i ma eliptyczny, owalny lub odwrotnie jajowaty kształt. Mierzy 8–15 cm długości oraz 4–8 cm szerokości, jest zawinięta na brzegu, ma klinową nasadę i ostry wierzchołek. Ogonek liściowy jest nagi i ma 20–35 mm długości.
OwoceOrzechy o niemal kulistym kształcie, dorastają do 18–26 mm długości i 20–30 mm średnicy. Osadzone są pojedynczo w miseczkach w kształcie talerza, które mierzą 3–6 mm długości i 15–25 mm średnicy.

## Biologia i ekologia
Rośnie w lasach mieszanych. Występuje na wysokości do 1000 m n.p.m. Kwitnie i owocuje od lipca do sierpnia.